# 高松市立川岡小学校
高松市立川岡小学校（たかまつしりつ かわおかしょうがっこう）は、香川県高松市川部町にある市立小学校。

## 概要
高松市の西部、川岡地区に位置する小学校である。

## 学校データ
- 児童数：235人（2011年度[1]）
- 児童愛称：

学校施設（2019年10月19日時点）
- 普通教室：11教室
- 特別教室：7教室
- 校舎面積：3005m2
- 体育館面積：863m2

服装規定
- 制服：あり（通年必用）
- 防寒着：持参可能

## 歴史

### 年表
- 1887年（明治20年）4月 - 川邊小学校・耳山小学校を統合し、川邊尋常小学校として設立。
- 1941年（昭和16年）4月1日 - 川岡村立川岡国民学校と改称。
- 1947年（昭和22年）4月1日 - 川岡村立川岡小学校と改称。
- 1956年（昭和31年）9月30日 - 高松市立川岡小学校と改称。
- 2004年（平成16年）4月1日 - 高松市立小中学校全校で3学期制を廃して2学期制を導入。
- 2013年（平成25年）4月1日 - 高松市立小中学校全校で3学期制に移行。

### 全校児童数の推移
川岡小学校の児童数は横ばいか減少傾向にある。
- 1999年度：278人
- 2000年度：295人（+17人）
- 2001年度：274人（-21人）
- 2002年度：245人（-29人）
- 2003年度：245人（0人）
- 2004年度：230人（-15人）
- 2005年度：226人（-4人）
- 2006年度：206人（-20人）
- 2007年度：195人（-11人）
- 2008年度：211人（+16人）
- 2009年度：213人（+2人）
- 2010年度：228人（15人）
- 2011年度：235人（+7人）

## 教育目標
豊かな心をもち、自ら学ぶ意欲と実践力に富み、思いやりのあるたくましい子どもを育てる
児童像
- よさに気づき学び合う子
- よく考え工夫する子
- 仲良く助け合う子

## 通学区域
通学区域は高松市川岡地区の全域。
- 高松市
  - 岡本町
  - 川部町

## 進学先中学校
- 高松市立香東中学校

## 校区内の主な施設
- 国道32号円座バイパス
- ことでん琴平線岡本駅
- 高松市役所川岡出張所
- 川部スポーツセンター

## 交通
- ことでんバス由佐・岩崎・池西線 川部バス停より徒歩2分（0.2km）
- ことでん琴平線岡本駅より徒歩22分（1.8km）